# 瓦多 (新墨西哥州)
瓦多（英語：Vado）是位於美國新墨西哥州唐娜安娜縣的普查規定居民點。

## 人口
根據2020年美國人口普查的數據，瓦多的面積為7.71平方千米，皆為陸地。當地共有人口2930人，而人口密度為每平方千米380.03人。